# Boxbirne

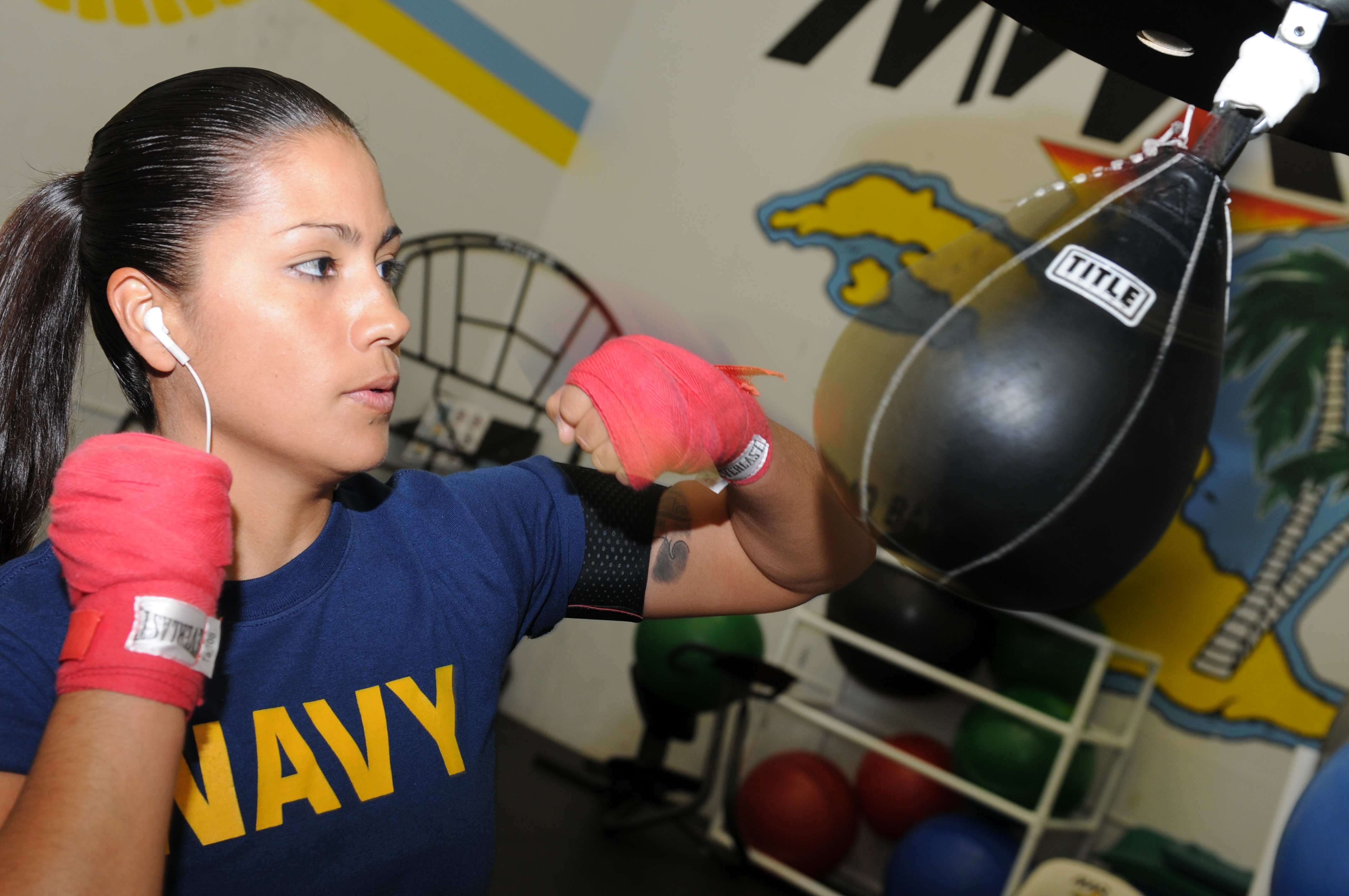
Boxbirne an der Decke befestigt

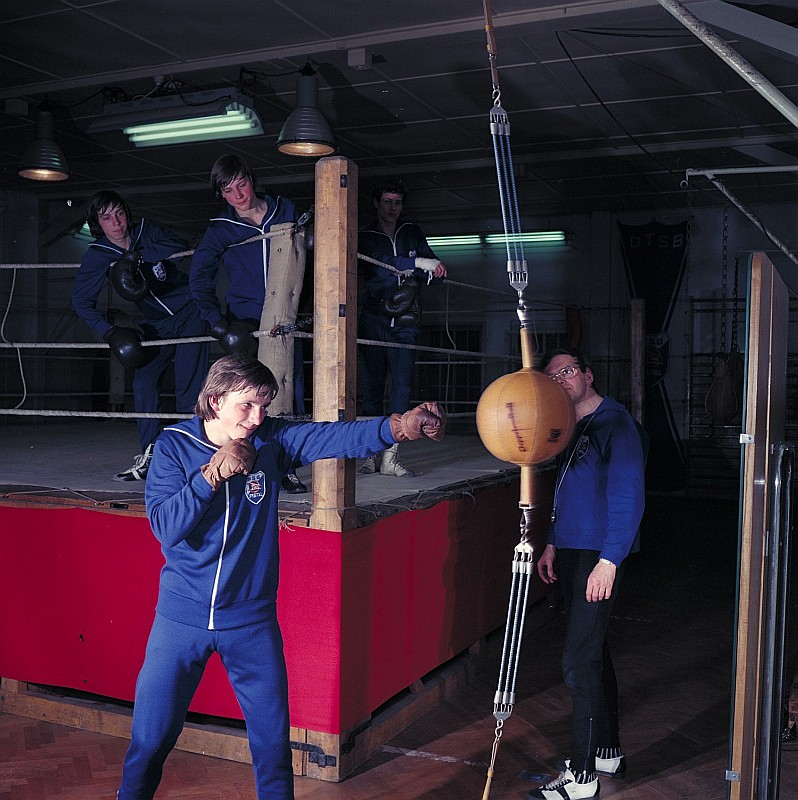
Doppelendball zwischen Boden und Decke befestigt

Eine Boxbirne oder Punchingball (auch Boxstand oder Boxball) ist ein in Kampfkunst und Kampfsport vor allem von Boxern verwendetes Trainingsgerät.
Die Boxbirne sowie der Punchingball sind birnenförmige meist aus Kunstleder hergestellte Bälle. Die Boxbirne wird ohne Gestell an der Decke oder an der Wand befestigt wird. Der Punchingball wird an einem federnden Gestell befestigt und steht auf dem Boden.
Der ähnliche Doppelendball hat eine Kugelform und wird an Ober- und Unterseite mit je einem Gummiband mit dem Boden und der Decke befestigt und in Spannung gehalten.
Alle diese Geräte dienen zum Faust- und Fußtraining und sollen die Schlagkraft und Reaktionsschnelligkeit verbessern.